# Go-Reizei
L'emperador Go-Reizei (后 冷泉 天皇, Go-Reizei Tennō) (28 d'agost del 1025 - 22 de maig del 1068) va ser el 70è Emperador del Japó, acordant amb el tradicional ordre de successió. Governà entre 1045-1068. El seu nom personal va ser Chikahito (亲 仁).
No va tenir fills i va ser succeït per l'emperador Go-Sanjō, qui era el seu mig-germà i la mare no pertanyia al clan Fujiwara.